# Agapornis longipes
Agapornis longipes — викопний вид папугоподібних птахів родини Psittaculidae, що мешкав у Південній Африці в епоху пліоцену — раннього плейстоцену (приблизно 2,5 мільйони років тому).

## Скам'янілості
Скам'янілі рештки папуги знайдені в печерах Кромдраай, Купера і Сварткранс у провінції Гаутенг (Південно-Африканська Республіка). Печери розташовані у межах колиски людства, а також є об'єктами національної спадщини Південної Африки. Три викопні ділянки знаходяться на відстані декількох сотень метрів одна від одної. Вони розташовані в південній частині Колиски, відповідно в 1 км на схід і приблизно в 1,5 км на північний схід від печер Стеркфонтейн.
Серед знахідок — всі основні кістки крил (плечова, ліктьова та пряжка), цівка, фрагменти нижньої щелепи та коракоїд.

## Опис
Agapornis longipes відрізняється від дев'яти сучасних видів нерозлучників, а також від вимерлих Agapornis atlanticus і Agapornis attenbouroughi кількома морфологічними ознаками та найменшим серед усіх видів Agapornis співвідношенням плечової кістки до цівки.
Подовжені ноги Agapornis longipes можуть бути пов'язані з адаптацією до харчування цього вимерлого виду. Сучасні види з нижчим співвідношенням плечової кістки до передплесна зазвичай збирають їжу на землі, в той час як інші також збирають насіння або плоди з дерев. Таким чином, вчені припускають, що Agapornis longipes користався перевагами своїх довгих ніг, щоб харчуватися насінням трав на землі у високих і густих луках.